# Flora- en faunawet
De Flora- en faunawet was een Nederlandse wet in formele zin die de bescherming van dier- en plantensoorten regelde. De wet trad voor een deel op 2 juli 1999 en voor het overige deel op 1 april 2002 in werking en werd op 1 januari 2017 bij het van kracht worden van de Wet Natuurbescherming ingetrokken. De Flora- en faunawet bundelde de bepalingen die voorheen in verschillende wetten waren opgenomen, te weten:
- Vogelwet 1936;
- Jachtwet;
- Natuurbeschermingswet (hoofdstuk V: soortenbescherming);
- Nuttige Dierenwet 1914;
- Wet bedreigde uitheemse dier- en plantensoorten.

Tevens waren de Vogelrichtlijn en Habitatrichtlijn (Europees) en het CITES-verdrag geïmplementeerd in deze wet. Hierdoor kreeg Nederland één wet voor de bescherming van in het wild voorkomende soorten.
Het Ministerie van Economische Zaken heeft per 1 januari 2017 de Flora- en faunawet, de Natuurbeschermingswet 1998 en de Boswet samengevoegd in de Wet natuurbescherming. Veel van de taken die te maken hebben met in het wild levende dieren en planten werden hiermee overgedragen van het ministerie naar de provincies (decentralisatie).

## Beschermde soorten
De Flora- en faunawet regelde de bescherming van soorten. Onder de Flora- en faunawet zijn als beschermde soorten aangewezen:
- alle van nature in Nederland voorkomende soorten zoogdieren, met uitzondering van de zwarte rat en de bruine rat
- alle van nature op het Europese grondgebied van de lidstaten van de Europese Unie voorkomende vogelsoorten, met uitzondering van de huismuis
- alle van nature in Nederland voorkomende soorten reptielen
- alle van nature in Nederland voorkomende soorten amfibieën
- alle van nature in Nederland voorkomende soorten vissen, met uitzondering van de soorten genoemd in de Visserijwet 1963
- een aantal overige inheemse diersoorten
- een aantal inheemse plantensoorten
- een aantal als beschermde soort aangewezen uitheemse soorten dieren en planten

De wet heeft betrekking op onder meer beheer en schadebestrijding, jacht, handel en bezit en overige menselijke activiteiten met een schadelijk effect op beschermde soorten.

## Doelstelling wet
De doelstelling van de wet is de bescherming en het behoud van in het wild levende planten- en diersoorten. Het uitgangspunt van de wet is 'nee, tenzij'. Dit betekent dat activiteiten met een schadelijk effect op beschermde soorten in principe zijn verboden. Daarnaast erkent de wet de intrinsieke waarde van flora en fauna: ook planten en dieren die geen direct nut opleveren voor de mens zijn van onvervangbare waarde. Van het verbod op schadelijke handelingen ('nee') kan onder voorwaarden ('tenzij') worden afgeweken, met een ontheffing of vrijstelling. Het verlenen hiervan is de bevoegdheid van het Ministerie van Landbouw, Natuur en Voedselkwaliteit of, in geval van beheer en schadebestrijding, van Gedeputeerde Staten.

## Zorgplicht
In de Flora- en faunawet is een zorgplicht opgenomen in Artikel 2, lid 1: "Een ieder neemt voldoende zorg in acht voor de in het wild levende dieren en planten, alsmede voor hun directe leefomgeving. Artikel 2, lid 2: De zorg, bedoeld in het eerste lid, houdt in ieder geval in dat een ieder die weet of redelijkerwijs kan vermoeden dat door zijn handelen of nalaten nadelige gevolgen voor flora of fauna kunnen worden veroorzaakt, verplicht is dergelijk handelen achterwege te laten voor zover zulks in redelijkheid kan worden gevergd, dan wel alle maatregelen te nemen die redelijkerwijs van hem kunnen worden gevergd teneinde die gevolgen te voorkomen of, voor zover die gevolgen niet kunnen worden voorkomen, deze zo veel mogelijk te beperken of ongedaan te maken."
De zorgplicht geldt altijd en voor alle planten en dieren, of ze zijn beschermd of niet, en in het geval dat ze zijn beschermd, ook als er ontheffing of vrijstelling is verleend. De zorgplicht betekent niet dat er geen dieren mogen worden gedood, maar wel dat dit, indien noodzakelijk, op zodanige wijze gebeurt dat het lijden zo beperkt mogelijk is.

## Verbodsbepalingen
De Flora- en faunawet bevat een aantal verbodsbepalingen om er voor te zorgen dat in het wild levende soorten zo veel mogelijk met rust worden gelaten.
- Artikel 8: Het is verboden beschermde planten te plukken, te verzamelen, af te snijden, uit te steken, te vernielen, te beschadigen, te ontwortelen of op enigerlei andere wijze van hun groeiplaats te verwijderen.
- Artikel 9: Het is verboden beschermde dieren te doden, te verwonden, te vangen, te bemachtigen of met het oog daarop op te sporen.
- Artikel 10: Het is verboden beschermde dieren opzettelijk te verontrusten.
- Artikel 11: Het is verboden nesten, holen of andere voortplantings- of vaste rust- of verblijfplaatsen van beschermde dieren te beschadigen, te vernielen, uit te halen, weg te nemen of te verstoren.
- Artikel 12: Het is verboden eieren van beschermde dieren te zoeken, te rapen, uit het nest te nemen, te beschadigen of te vernielen.
- Artikel 13: Het is verboden planten of producten van planten, of dieren dan wel eieren, nesten of producten van beschermde dieren te koop te vragen, te kopen of te verwerven, ten verkoop voorhanden of in voorraad te hebben, ten verkoop aan te bieden of te verkopen, te vervoeren, ten vervoer aan te bieden, af te leveren, te gebruiken voor commercieel gewin, te huren of te verhuren, te ruilen of in ruil aan te bieden, uit te wisselen of tentoon te stellen voor handelsdoeleinden, binnen of buiten het grondgebied van Nederland te brengen of onder zich te hebben.
- Artikel 14, eerste lid: Het is verboden dieren of eieren van dieren in de vrije natuur uit te zetten.
- Artikel 14, tweede lid: Het is verboden planten behorende tot bij algemene maatregel van bestuur aangewezen soorten in de vrije natuur te planten of uit te zaaien.

## Ontheffing
Artikel 68 bepaalt dat wanneer er geen andere bevredigende oplossing bestaat en indien geen afbreuk wordt gedaan aan een gunstige staat van instandhouding van de soort, gedeputeerde staten, voor zover geen vrijstelling is of kan worden verleend, ten aanzien van beschermde inheemse diersoorten, het Faunafonds gehoord, ontheffing kunnen verlenen van een deel van bovenstaande voorschriften:
- in het belang van de volksgezondheid en openbare veiligheid[2]
- in het belang van de veiligheid van het luchtverkeer
- ter voorkoming van belangrijke schade aan gewassen, vee, bossen, bedrijfsmatige visserij en wateren
- ter voorkoming van schade aan flora en fauna
- met het oog op andere, bij algemene maatregel van bestuur aan te wijzen, belangen

Artikel 75 bepaalt dat ook de minister, voor zover niet overeenkomstig artikel 68 van deze wet door gedeputeerde staten ontheffing is of kan worden verleend, ontheffing kan verlenen.

## Beschermde leefomgeving
De Flora- en faunawet maakt het mogelijk een landschapselement of object aan te wijzen als beschermde leefomgeving. De provincie is hiervoor het bevoegd gezag. Deze mogelijkheid is in de wet opgenomen om locaties die van groot belang zijn voor het voortbestaan van een planten- of diersoort te beschermen. Hierbij valt te denken aan een fort of bunker waar vleermuizen overwinteren, een dassenburcht, een plek waar orchideeën groeien of een muur met daarop beschermde planten.
De aanwijzing tot beschermde leefomgeving maakt het mogelijk bepaalde handelingen te verbieden of strenge voorwaarden te stellen aan de handelingen die op die bewuste plaats de kwaliteit kunnen aantasten.
Wanneer een ingreep in of aan een beschermde leefomgeving invloed kan hebben op de daar aanwezige beschermde soorten, kan een ontheffing worden aangevraagd. Afhankelijk van welke soorten voorkomen op de locatie, moet een 'toets' worden verricht. De keuze voor de toets is afhankelijk van de tabel waar de soorten op staan die voorkomen op de locatie. De strafrechtelijke handhaving wordt verricht door de Nederlandse Voedsel- en Warenautoriteit (NVWA) en de Politie.
Voorbeeld: Iemand is eigenaar van een woning. Hij wil zijn dak vervangen omdat het lekt. Hij is ervan op de hoogte dat er vleermuizen onder het dak naar binnen vliegen en in de spouwmuur gaan zitten. Deze vleermuis komt voor in tabel 3 van de Flora- en faunawet.  Het is aannemelijk dat de vleermuizen hinder zullen ondervinden van de werkzaamheden en wellicht na de ingreep niet meer in de spouwmuur kunnen komen. In dit geval is een uitgebreide vergunning vereist en moet de eigenaar daartoe onderbouwen waarom hij de ingreep wil doen.
Verder dient ook rekening te worden gehouden met seizoenen. Met name een mogelijke verstoring van broedvogels kan reden zijn om een voorgenomen activiteit buiten het broedseizoen te doen plaatsvinden.

## Gedragscode
De inwerkingtreding van de Flora- en faunawet had ingrijpende gevolgen voor allerlei ruimtelijke ontwikkelingen en voor de uitvoering van werken. Het onderhoud van bijvoorbeeld gemeentelijke groenvoorzieningen vergde veelal een geheel andere aanpak. Hiervoor werd, naast een vergunning of ontheffing, het instrument van een gedragscode ingevoerd voor regelmatig terugkerende werkzaamheden. Bij een formeel vastgestelde gedragscode vervalt het vereiste van een vergunning of ontheffing, mits de gedragscode wordt nageleefd. Met een gedragscode wordt op voorhand getoetst of alle bij de uitvoering betrokkenen op de hoogte zijn van de regelgeving en wat die regelgeving betekent voor het uitvoeren van werkzaamheden. Een goedgekeurde gedragscode heeft een geldigheidsduur van 5 jaar voor alle in de gedragscode beschreven categorieën. Een gedragscode moet ter goedkeuring worden ingediend bij het ministerie van EL&I.
Voor stadswerk bestaat er een universele gedragscode van Stadswerk. Bij uitvoering van werkzaamheden volgens de universele gedragscode van Stadswerk is geen eigen gedragscode vereist.